# Центральний футбольний стадіон Кобе
Центральний футбольний стадіон Кобе (яп. 神戸市立中央球技場, Kōbe Shiritsu Chūō Kyūgijō) — багатофункціональний стадіон у місті Кобе в Японії. Був домашньою ареною футбольного клубу «Віссел Кобе».
Стадіон відкрили у 1970 році та закрили у 1998 році. Через рік його зруйнували, щоб на тому ж місці можна було побудувати новий стадіон.

## Історія
Відкритий у 1970 році та вміщував 13 000 глядачів. Він був побудований на місці колишнього стадіону «Кобе Кейрін» і став першим стадіоном в Японії, який був побудований на замовлення з прямокутним полем для спортивних змагань, таких як регбі та футбол, та освітленням для нічних матчів.
Стадіон був одним з місць проведення молодіжного чемпіонату світу 1979 року, де пройшло шість матчів групового етапу, чвертьфінал та півфінал.
Арену знесли й замінили стадіоном «Місакі Парк», будівництво якого почалося в 1999 році й було завершене у 2001 році в рамках підготовки до чемпіонату світу з футболу 2002 року.